# Espiells
Espiells és un nucli de població agregat a Sant Sadurní d'Anoia (Alt Penedès), situat a l'esquerra del riu Anoia, a 4,4 km del seu cap de municipi. Té 45 habitants (2024), dedicats majoritàriament a l'agricultura.
La primer referència documental d'Espiells és de l'any 986, quan el rei carolingi Lotari va donar al monestir de Sant Cugat el privilegi d'immunitat i de lliure elecció d'abat, a la vegada que confirmava tota una sèrie de propietats, entre elles l'alou dit 'Spicellos'.
Segons estudis toponímics el seu nom prové del mot llatí 'specula', que vol dir 'talaia', nom que es justifica per la magnífica vista de la plana penedesenca que es pot albirar des de la Miranda d'Espiells.

## Llocs d'interès
- Sant Benet d'Espiells, ermita romànica, del segle x situada prop del nucli.[5]

- La Miranda d'Espiells, torre de guaita construïda el 1927.[6]
- Escola de Viticultura Mercè Rossell i Domènech, adscrita a l'Institut Català de la Vinya i el Vi.[7]
- Celler d'Espiells, celler de finals del segle xx, declarat Bé Cultural d'Interès Local.[8]